# Ninja Terminator
Ninja Terminator è un film del 1985 scritto e diretto da Godfrey Ho. Prodotto da Joseph Lai e Betty Chan, vede protagonisti Richard Harrison, Wong Cheng Li e  Philip Ko.

## Trama
I membri di un impero ninja sono in possesso di un oggetto di potere composto da tre pezzi singoli di una scultura ninja che, quando combinati, rende le braccia del proprietario insensibili alle lame. Altri ninja sentono che l'impero dei ninja ha bisogno di riforme e rubano due dei tre pezzi di scultura. L'impero dei ninja reagisce con messaggi minacciosi recapitati tramite piccoli robot che richiedono il ritorno dei pezzi potenti. I minion dell'impero ninja fanno molteplici tentativi per attaccare i ladri, ma vengono velocemente vanificati.